# Katar a 2000. évi nyári olimpiai játékokon
Katar az ausztráliai Sydneyben megrendezett 2000. évi nyári olimpiai játékok egyik részt vevő nemzete volt. Az országot az olimpián 5 sportágban 17 sportoló képviselte, akik összesen 1 érmet szereztek.

## Érmesek
| Érem  | Versenyző          | Sportág    | Versenyszám  |
| ----- | ------------------ | ---------- | ------------ |
| Bronz | Szaad Szajf Aszaad | Súlyemelés | Férfi 105 kg |

## Asztalitenisz
Férfi
| Versenyző        | Versenyszám | Csoportkör                                                                                      | Csoportkör | 32-es főtábla     | Nyolcaddöntő      | Negyeddöntő       | Elődöntő          | Döntő             | Helyezés |
| Versenyző        | Versenyszám | Ellenfél Eredmény                                                                               | Hely.      | Ellenfél Eredmény | Ellenfél Eredmény | Ellenfél Eredmény | Ellenfél Eredmény | Ellenfél Eredmény | Helyezés |
| ---------------- | ----------- | ----------------------------------------------------------------------------------------------- | ---------- | ----------------- | ----------------- | ----------------- | ----------------- | ----------------- | -------- |
| Hamad el-Hammádi | Egyes       | M csoport · Liu Song (ARG) · 16–21, 21–13, 12–21, 14–21 · Timo Boll (GER) · 14–21, 12–21, 12–21 | 3.         | kiesett           | kiesett           | kiesett           | kiesett           | kiesett           | 49.      |

## Atlétika
Férfi
| Versenyző                                                                                   | Versenyszám     | Előfutam | Előfutam | Előfutam | Negyeddöntő | Negyeddöntő | Negyeddöntő | Elődöntő | Elődöntő | Elődöntő | Döntő         | Döntő         |
| Versenyző                                                                                   | Versenyszám     | Idő      | Hely.    | Össz.    | Idő         | Hely.       | Össz.       | Idő      | Hely.    | Össz.    | Idő           | Helyezés      |
| ------------------------------------------------------------------------------------------- | --------------- | -------- | -------- | -------- | ----------- | ----------- | ----------- | -------- | -------- | -------- | ------------- | ------------- |
| Ibráhím Iszmáíl                                                                             | 400 m           | 45,48    | 3.       | 9.*      | 45,96       | 8.          | 27.         | kiesett  | kiesett  | kiesett  | kiesett       | kiesett       |
| Szaláh ed-Dín Bákar esz-Száfi                                                               | 400 m           | 46,16    | 5.       | 36.      | kiesett     | kiesett     | kiesett     | kiesett  | kiesett  | kiesett  | kiesett       | kiesett       |
| Abdu Ibráhím Júszef                                                                         | 800 m           | 1:53,23  | 6.       | 55.      |             |             |             | kiesett  | kiesett  | kiesett  | kiesett       | kiesett       |
| Mohammed Szulajmán                                                                          | 5000 m          | 13:30,12 | 6.       | 15.      |             |             |             |          |          |          | 13:45,10      | 14.           |
| Ahmed Ibráhím Varszama                                                                      | 5000 m          | 14:00,30 | 14.      | 29.      | kiesett     | kiesett     | kiesett     | kiesett  | kiesett  | kiesett  | kiesett       | kiesett       |
| Rásid Dzsamál                                                                               | Maraton         |          |          |          |             |             |             |          |          |          | nem ért célba | nem ért célba |
| Hamísz Abdalláh Szejf ed-Dín                                                                | 3000 m akadály  | 8:23,94  | 3.       | 8.       |             |             |             |          |          |          | 8:30,89       | 10.           |
| Ibráhím Iszmáíl Mubárak Szultán en-Núbi Faradzs Szaláh ed-Dín Bákar esz-Száfi Ahmed el-Imám | 4 × 400 m váltó | kizárták | kizárták | kizárták |             |             |             | kiesett  | kiesett  | kiesett  | kiesett       | kiesett       |

| Versenyző             | Versenyszám   | Selejtező             | Selejtező             | Döntő    | Döntő    |
| Versenyző             | Versenyszám   | Eredmény              | Helyezés              | Eredmény | Helyezés |
| --------------------- | ------------- | --------------------- | --------------------- | -------- | -------- |
| Abd er-Rahmán en-Núbi | Távolugrás    | érvényes ugrás nélkül | érvényes ugrás nélkül | kiesett  | kiesett  |
| Bilál Szaad Mubárak   | Súlylökés     | 18,30 m               | 34.                   | kiesett  | kiesett  |
| Rásid ed-Doszari      | Diszkoszvetés | 54,47 m               | 39.                   | kiesett  | kiesett  |

* - egy másik versenyzővel azonos eredményt ért el

## Sportlövészet
Férfi
| Versenyző        | Versenyszám | Selejtező | Selejtező | Döntő | Döntő    |
| Versenyző        | Versenyszám | Pont      | Helyezés  | Pont  | Helyezés |
| ---------------- | ----------- | --------- | --------- | ----- | -------- |
| Nászer el-Attija | Skeet       | 122       | 6.        | 145   | 6.       |

## Súlyemelés
Férfi
| Versenyző          | Versenyszám | Szakítás | Szakítás | Lökés    | Lökés    | Összesen | Helyezés |
| Versenyző          | Versenyszám | Eredmény | Helyezés | Eredmény | Helyezés | Összesen | Helyezés |
| ------------------ | ----------- | -------- | -------- | -------- | -------- | -------- | -------- |
| Szaad Szajf Aszaad | 105 kg      | 190,0    | 2.*      | 230,0    | 3.       | 420,0    |          |
| Dzsáber Szálem     | +105 kg     | 205,0    | 3.       | 255,0    | 5.       | 460,0    | 4.       |

* - egy másik versenyzővel azonos eredményt ért el

## Úszás
Férfi
| Versenyző  | Versenyszám | Előfutam | Előfutam | Előfutam | Elődöntő | Elődöntő | Elődöntő | Döntő   | Döntő    |
| Versenyző  | Versenyszám | Idő      | Hely.    | Össz.    | Idő      | Hely.    | Össz.    | Idő     | Helyezés |
| ---------- | ----------- | -------- | -------- | -------- | -------- | -------- | -------- | ------- | -------- |
| Váel Szaíd | 50 m gyors  | 25,43    | 1.       | 61.      | kiesett  | kiesett  | kiesett  | kiesett | kiesett  |